# Випадні звуки
Випадні звуки — голосні звуки [о], [е], які присутні в одних формах слів, але відсутні в інших (сон — сну, садок — садка, день — дня, беру — брати). Це явище відоме у багатьох слов'янських мовах і пов'язане із занепадом редукованих голосних.
Ця особливість, як правило, не поширюється на запозичені слова: брело́к — брело́ка, бюлете́нь — бюлете́ня (хоча трапляються помилкові форми брелка́, бю́летня).

## Походження випадних голосних

### Від редукованих у сильній позиції
Більшість випадних походять від праслов'янських редукованих голосних *ъ і *ь (прасл. *sъnъ, *dьnь, д.-рус. сънъ, дьнь), що перейшли в [о], [е] у сильній позиції (укр. сон, день) і зникли в слабкій (сну, дня). Проте, у багатьох словах, де голосний сходить до редукованого, випадних звуків не спостерігається: мох — моху, рот — рота, льон — льону, лев — лева (< прасл. *mъxъ, *rъtъ, *lьnъ, *lьvъ); це пояснюють дією аналогії. У деяких випадках (наприклад, беру — брати) наявність випадного історично зумовлена не редукованим в обох праслов'янських формах, а давнім чергуванням *e/*ь (*berǫ — *bьrati).

### Від вставних голосних
У деяких словах (бобер, осетер, вітер, сосен/сосон, журавель, корабель) випадні [о], [е] є вставними, тобто виниклими там на місці давніх сполучень приголосних перед редукованим (прасл. *bobrъ/*bebrъ/*bьbrъ, *esetrъ/*jesetrъ, *větrъ, *sosnъ, *žeravjь, *korabjь, д.-рус. бобръ, осетръ, вѣтръ, соснъ, журавль, корабль). Вони з'явилися, щоб уникнути сполучення кількох приголосних, прикінцевим з яких був сонорний звук. Виникнення вставного звука в сполученнях перед редукованим відбувалося не в усіх випадках: пор. Дністер (д.-рус. Дънѣстръ), але Дніпро (д.-рус. Дънѣпръ).